# Décès en octobre 1968
Décès
- 1964
- 1965
- 1966
- 1967
- 1968
- 1969
- 1970
- 1971
- 1972

Pour une information complémentaire, voir la page d'aide.

| Date       | Nom                  | Pays                   | Activités                | Âge | Source |
| ---------- | -------------------- | ---------------------- | ------------------------ | --- | ------ |
| 19 octobre | Julia Lee Niebergall | Drapeau des États-Unis | Compositrice américaine. | 82  |        |